# Mekaniskt system
Vad som händer mellan ett mekaniskt system och dess omgivning beskrivs av mekanikens lagar. Exempel:
- Ett system kan utsättas för en kraft eller acceleration:

{\displaystyle \mathbf {F} =\mathbf {M} \cdot \mathbf {a} ={d(m\mathbf {v} ) \over dt}}
- Massan kan konserveras i systemet:

{\displaystyle {\frac {dm}{dt}}=0}
- Systemet kan utsättas för vridmoment:

{\displaystyle \mathbf {M} ={\frac {d\mathbf {H} }{dt}}},
där {\displaystyle \mathbf {H} } är impulsmomentet, dvs. {\displaystyle \mathbf {H} =\sum (\mathbf {r} \times \mathbf {v} )}
- Systemets energi ({\displaystyle dE}) kan ändras om värme ({\displaystyle dQ}) läggs till eller om systemet utför arbete:

{\displaystyle {\frac {dE}{dt}}={\frac {dQ}{dt}}-{\frac {dW}{dt}}} (Termodynamikens första huvudsats)
Inom exempelvis strömningsmekaniken är det oftast bättre att studera en kontrollvolym än ett system. Man måste då skriva om dessa lagar så att de istället gäller för en kontrollvolym.